# Taigei-Klasse
Die Taigei-Klasse, auch als 29SS-Klasse bezeichnet, ist eine Klasse von bisher fünf U-Booten der japanischen Maritimen Selbstverteidigungsstreitkräfte (JMSDF).

## Allgemeines
Wie die letzten beiden Boote (Ōryū und Tōryū) der vorhergehenden Sōryū-Klasse, werden die Boote der Taigei-Klasse mit Lithium-Ionen-Akkumulatoren anstatt Bleiakkumulatoren ausgestattet.

## Einheiten
| Kennung | Name                               | Bauwerft  | Kiellegung      | Stapellauf       | Indienststellung |
| ------- | ---------------------------------- | --------- | --------------- | ---------------- | ---------------- |
| SS-513  | Taigei (たいげい, „Großer Wal“)    | MHI, Kōbe | 16. März 2018   | 14. Oktober 2020 | 9. März 2022     |
| SS-514  | Hakugei (はくげい, „Weißer Wal“)   | KHI, Kōbe | 25. Januar 2019 | 14. Oktober 2021 | 20. März 2023    |
| SS-515  | Jingei (じんげい, „Schneller Wal“) | MHI, Kōbe | 24. April 2020  | 12. Oktober 2022 | 8. März 2024     |
| SS-516  | Raigei (らいげい, „Donnerwal“)     | KHI, Kōbe | 26. März 2021   | 17. Oktober 2023 | 6. März 2025     |
| SS-517  | Chōgei (ちょうげい, „Langer Wal“)  | MHI, Kōbe | 19. März 2022   | 4. Oktober 2024  |                  |
| SS-518  |                                    | KHI, Kōbe | 28. Mai 2023    |                  |                  |
| SS-519  |                                    | MHI, Kōbe | 15. Mai 2024    |                  |                  |
| SS-520  |                                    | KHI, Kōbe | geplant 2025    |                  |                  |